# Лі Хан Чхун
Лі Хан Чхун (кор. 이한춘, 李漢春, 1935), південно-корейський дипломат.

## Біографія
Народився 18 січня 1935 року. У 1957 закінчив Сеульський національний університет, юридичний факультет.
З 1977 по 1979 — торговий аташе посольства Кореї в Канаді.
З 1979 по 1982 — торговий аташе посольства Кореї у США.
З 1982 по 1984 — генеральний директор Бюро сприяння торгівлі Міністерства торгівлі і промисловості Кореї.
У 1984 — генеральний інспектор Міністерства торгівлі і промисловості Кореї.
З 1984 по 1985 — генеральний директор Бюро електроніки і електронних приладів Міністерства торгівлі і промисловості Кореї.
З 1985 по 1987 — голова Ради з апеляції з промилової власності.
З 1987 по 1988 — старший спеціаліст-дослідник Інституту закордонних справ і національної безпеки МЗС Кореї.
З 1988 по 1991 — радник посольства Кореї в Японії.
З 1991 по 1994 — Надзвичайний і Повноважний Посол Республіки Корея в Аммані (Йорданія).
З 1994 по 1995 — комісар з досліджень Інституту закордонних справ і національної безпеки Кореї.
З 1995 по 1998 — Надзвичайний і Повноважний Посол Республіки Корея в Україні.